# Valbroye
Valbroye är en  kommun  i distriktet Broye-Vully i kantonen Vaud, Schweiz. Kommunen har 3 405 invånare (2023).
Kommunen består av orterna Granges-près-Marnand, Marnand, Seigneux, Sassel, Combremont-le-Grand, Combremont-le-Petit, Cerniaz och Villars-Bramard.
Alla orterna var tidigare självständiga kommuner, men den 1 juli 2011 slogs de samman till kommunen Valbroye. 